# 日惹蘇丹國
日惹蘇丹國（羅馬化：Kasultanan/keratin Ngayogyakerto Hadiningrat）是位於今印尼日惹特區的一個由蘇丹統治的传统国家，是目前印尼唯一的苏丹国。日惹特區是印尼唯一仍由苏丹统治的省份。

## 歷史
日惹蘇丹國的前身是馬打藍蘇丹國。在Agung蘇丹之後，馬打蘭蘇丹國由於權力的爭奪導致了國家迅速衰落。荷蘭東印度公司利用這次內訌擴大了自己對該地區的控制勢力，使得馬打蘭蘇丹國更加衰弱。根據1755年2月13日簽訂的《吉揚提條約》（Treaty of Giyanti），馬打蘭蘇丹國被分割為兩個國家——日惹蘇丹國和梭羅蘇丹國（Surakarta Sultanate）。條約規定由Pangeran Mangkubumi繼承日惹蘇丹國的王位，稱「尊敬的陛下，蘇丹世界的最高統治者，戰士的酋長，最高尚的僕人，守衛日惹的教士和哈里發」（Sampeyan Dalem Ingkang Sinuwun Kanjeng Sultan Hamengkubuwono Senopati Ingalaga Abdul Rakhman Sayidin Khalifatullah Panatagama）。
在荷蘭統治期間，日惹蘇丹國共有兩位統治者，一位是日惹蘇丹，另一位是統治疆域較小的帕库阿拉曼亲王。
荷蘭殖民政府安排他們自治，並將他們置於自己統治之下。印尼宣佈獨立之後，日惹蘇丹和帕庫阿拉曼亲王皆宣佈效忠于印尼政府，願意讓日惹成為印尼的一部分。隨後，蘇丹和亲王的統治區域被統一為日惹特區，蘇丹成為日惹的总督，亲王則成為副总督。日惹特區在印尼獨立戰爭之後成立，並於1950年8月3日合法化。
日惹特區成立時有三項原則：權力下放、分散化以及援助。特區政府承擔責任，而另一方面，印尼政府則承諾給予自治。特區政府由特區政府首腦和地方議會組成。這種結構使首腦和議會形成一種良好地合作，以實現一個健全的地方政府機構。日惹特區的总督是該特區的首腦。
第一任日惹特區总督是哈孟古布沃諾九世（Hamengkubuwono IX），此後帕库阿拉曼八世（Paku Alam VIII）亲王殿下繼任总督。後來1998年的時候，哈孟古布沃諾十世（Hamengkubuwono X）成為現任的总督。與印尼其它省份的首长不同的是，日惹总督擁有不限制任期、不必接受印尼政府任命等特權。在履行職責方面，日惹总督擁有與印尼政府同等大小的權力和責任。

## 行政中心
日惹的行政中心是蘇丹的王宮，被稱為日惹王宮（Kraton）。

## 圖片

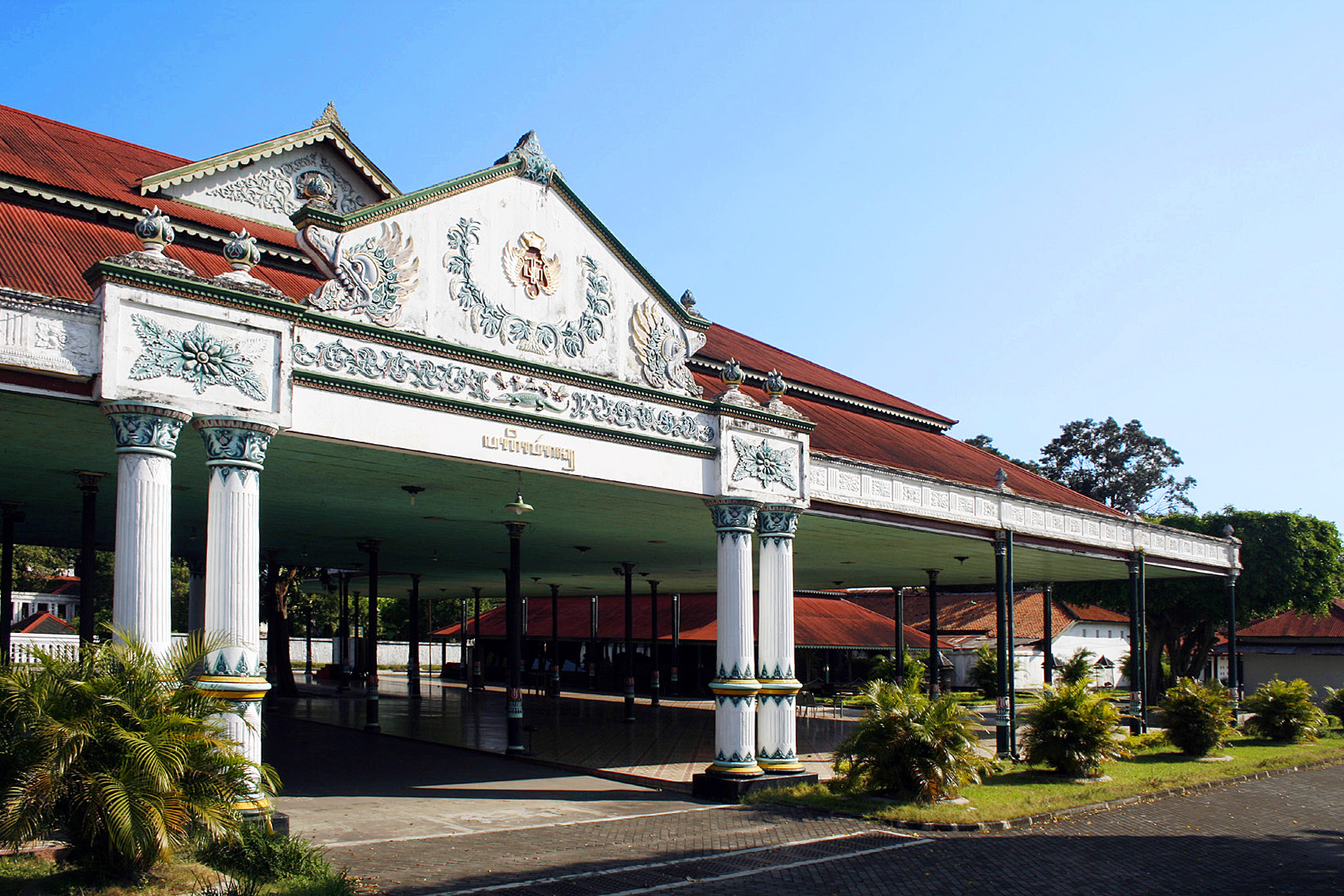
日惹王宮的前大廳Pagelaran
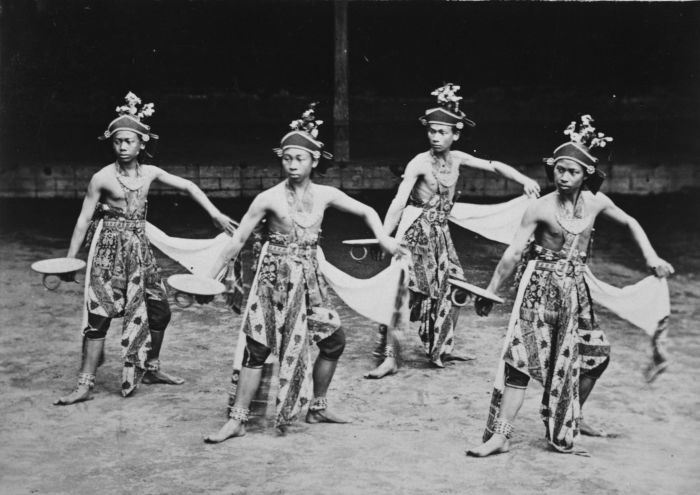
日惹的Beksan舞（爪哇舞蹈（英语：Javanese dance）的一種，約攝於1870年）
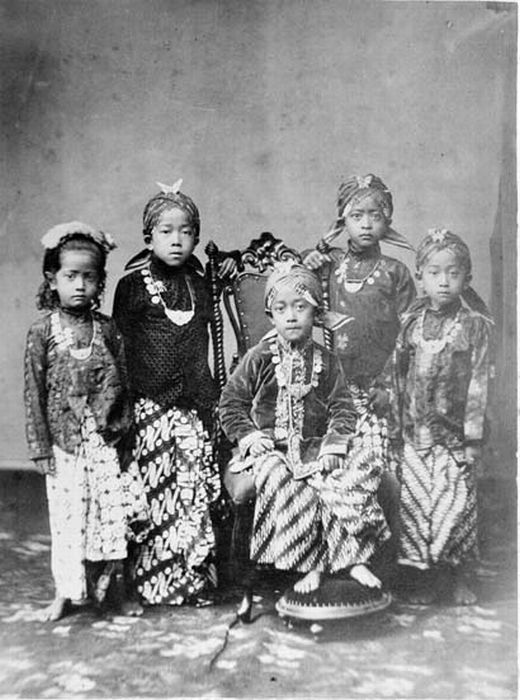
日惹蘇丹的王子和公主們（1870年）

## 延伸閱讀
- Brongtodiningrat, K. P. H., , Yogyakarta: Karaton Museum Yogyakarta, 1975, OCLC 12847099.
- Dwiyanto, Djoko, , Yogyakarta: Paradigma Indonesia, 2009, ISBN 978-979-17834-0-8 （印度尼西亚语）.

## 外部連結
- Kraton Yogyakarta Hadinigrat at Yogyakarta government official website （印尼文）
- KratonJogja.com （页面存档备份，存于）, created by Gadjah Mada University
- Kraton Yogya